# 1. Amateurliga Schwarzwald-Bodensee 1965/66
Die 1. Amateurliga Schwarzwald-Bodensee 1965/66 war die sechste Spielzeit der gemeinsamen Spielklasse des Württembergischen Fußballverband und des Südbadischen Fußballverbandes. Es war zugleich die sechzehnte Saison der 1. Amateurliga Württemberg und der 1. Amateurliga Südbaden und die sechste Spielzeit, in der in Württemberg in den beiden Staffeln Nordwürttemberg und Schwarzwald-Bodensee und in Südbaden in den beiden Staffeln Südbaden und Schwarzwald-Bodensee gespielt wurde. Die Meisterschaft der Schwarzwald-Bodensee-Liga gewann der FC 08 Villingen, der sich auch in der Aufstiegsrunde zur Fußball-Regionalliga Süd durchsetzte.
Die Mannschaften von FV Ravensburg und FC Onstmettingen stiegen in die 2. Amateurliga Württemberg ab.

## Abschlusstabelle
| Rang | Verein               | Spiele | Tore   | Punkte |
| ---- | -------------------- | ------ | ------ | ------ |
| 01.  | FC 08 Villingen      | 30     | 66:062 | 41:19  |
| 02.  | FV Ebingen (M)       | 30     | 58:041 | 40:20  |
| 03.  | SC Schwenningen      | 30     | 63:036 | 36:24  |
| 04.  | FC Singen 04         | 30     | 59:043 | 35:25  |
| 05.  | TG Biberach (N)      | 30     | 45:038 | 34:26  |
| 06.  | FC Hechingen         | 30     | 65:050 | 33:27  |
| 07.  | VfR Schwenningen     | 30     | 52:047 | 33:27  |
| 08.  | SpVgg Lindau         | 30     | 66:065 | 33:27  |
| 09.  | FC Tailfingen        | 30     | 44:044 | 33:27  |
| 10.  | FC 08 Tuttlingen     | 30     | 52:039 | 30:30  |
| 11.  | FC Konstanz (N)      | 30     | 41:050 | 29:31  |
| 12.  | VfB Friedrichshafen  | 30     | 52:063 | 28:33  |
| 13.  | FC Wangen 05         | 30     | 46:067 | 24:36  |
| 14.  | Olympia Laupheim     | 30     | 42:052 | 24:36  |
| 15.  | FV Ravensburg (N)    | 30     | 42:057 | 21:39  |
| 16.  | FC Onstmettingen (N) | 30     | 31:100 | 06:54  |

| (M) | Meister 1964/65                            |
| (N) | Aufsteiger aus den 2. Amateurligen 1964/65 |

## Entscheidungsspiele um den Abstieg
|              | Ergebnis  |                  |
| ------------ | --------- | ---------------- |
| FC Wangen 05 | 2:2 n. V. | Olympia Laupheim |
| FC Wangen 05 | 1:1 n. V. | Olympia Laupheim |
| FC Wangen 05 | (L)3:3(L) | Olympia Laupheim |

Olympia Laupheim hielt die Klasse, da der FC 08 Villingen in die  Fußball-Regionalliga Süd aufstieg.